# 計算機 (蘋果公司)
計算機（calculator）是由苹果公司开发的一个基础软件计算器。它有三种模式：基础型、科学型和编程型。基础型包括一个数字输入板，四个分别用于加法，减法，乘法和除法的按钮以及记忆键。科学模式支持指数和三角函数，编程型则为使用者提供了更多计算机编程的操作菜单。
計算機支持Reverse Polish notation，并且能够说出按下的键的名称和计算结果。
計算機还包括一些基本的转换功能，转换单位分为下列几类：
- 面积
- 汇率
- 能源或功
- 温度
- 长度
- 速度
- 压强
- 重量/质量
- 功率
- 体积

汇率将通过互联网更新。

## 历史

Classic Mac OS，版本7.5中的計算機，1994年

这个计算器软件具有悠久的历史，它可以追溯到最初的麥金塔平台，那时它还仅仅是一个简单的四函数计算器程序。尽管没有科学计算功能，并且只有第三方开发商提供升级服務。后来Mac OS 7.1.2版伴隨首部PowerPC推出，苹果发布了名叫Graphing Calculator（又名NuCalc）的软件，这个软件成了Mac OS 9的一个标准组成部分。苹果现在推出了一个不同的程序叫Grapher。
首次出现于1984年的Macintosh 128k，在Mac OS 9于2002年推出之前，它仅能进行基本的数学运算。

## Dashboard widget

Dashboard Calculator widget

在Mac OS X Tiger和以后的版本中的Dashboard Calculator widget。它只有它的桌面版的基本功能。

## Spotlight 整合
自Mac OS X Leopard推出後，使用者可以直接於打入公式於Spotlight中計算。